# Newark (California)
Newark è una città degli Stati Uniti d'America, situata in California, nella contea di Alameda.